# 格洛斯特縣 (新澤西州)
格洛斯特縣（英語：Gloucester County）是美国新泽西州西南部的一個縣份，西北隔德拉瓦河與宾夕法尼亚州和特拉华州相望，面積837平方公里。根據2020年美國人口普查，共有人口302,294人。縣治伍德伯里（Woodbury）。該縣成立於1686年5月28日，縣名來自英国的同名郡。